# Nita Barrow
Dame Ruth Nita Barrow (* 15. November 1916 in Saint Lucy; † 19. Dezember 1995 auf Barbados) war eine barbadische Gesundheits- und Menschenrechtsaktivistin sowie Politikerin und erste weibliche Generalgouverneur von Barbados.

## Leben und Wirken
Die Tochter eines anglikanischen Priesters und Schwester des barbadischen Premierminister Errol Barrow absolvierte eine Ausbildung zur Krankenschwester und zur Hebamme sowie in der Pflegeverwaltung. Im Anschluss daran belegte sie Studiengänge zur diplomierten Gesundheitsfachkraft an den Universities of Toronto und  Edinburgh sowie an der Columbia University in New York City.
Nita Barrow begann nun in den 1940er-Jahren ihre Karriere als leitende Krankenschwester und Gesundheitsberaterin auf Barbados und Jamaika. Schnell wurde man auf sie aufmerksam und sie erhielt 1964 eine Anstellung als Gesundheitsberaterin bei der Weltgesundheitsorganisation und später auch bei der Organización Panamericana de la Salud. Von 1975 bis 1983 leitete sie jeweils als Präsidentin die Young Women’s Christian Association, von 1982 bis 1990 den Internationalen Rat für Erwachsenenbildung sowie zwischenzeitlich im Jahr 1983 die Vollversammlung des  ökumenischen Rats der Kirchen in Vancouver.
Dame Barrow wurde im Jahr 1983 als Mitglied im Forum der Vereinten Nationen für das „Jahrzehnt der Frau“ übernommen und leitete im Jahr 1985 die internationale Frauenkonferenz in Nairobi. 1986 gehörte sie als einzige Frau zu einer internationalen Commonwealthdelegation, die sich für die Freilassung von Nelson Mandela einsetzte und die Folgen der Apartheid in Südafrika untersuchte. Noch im gleichen Jahr erhielt sie eine Akkreditierung als Botschafterin von Barbados bei den Vereinten Nationen. Schließlich wurde Dame Nita Barrow am 6. Juni 1990 zur Generalgouverneurin von Barbados ernannt, ein Amt, welches sie bis zu ihrem Tode infolge eines Schlaganfalls am 19. Dezember 1995 ausübte.
Dokumente zu ihrem Leben und ihre Zeit wurden unter dem Eintrag Nita Barrow Collection von der UNESCO in die Liste des Weltdokumentenerbes aufgenommen.

## Auszeichnungen
- Dame of St. Andrew des Order of Barbados, 1980
- Dame Grand Cross des Order of St. Michael and St. George, 1980
- Ehrendoktor der Universität der Westindischen Inseln, 1980
- Ehrenmitglied des Royal College of Nursing, London, 1980
- Karibikpreis für den Frieden, 1986
- Caricom-Award für Frauen, 1987

## Schriften
- Some issues on the global agenda of the 1990s. University of the West Indies, Institute of International Relations, St. Augustine, Trinidad & Tobago 1989.